# 权力 (国际关系)
国际关系中的权力是以多种不同维度来进行定义的。而在现代语境下，通常会使用“国家权力（State Power）”来指代，而这当中又包括了经济和军事等方面等权力。那些在国际关系中拥有不等权力的国家被分别称为：小国、中等强国、地域大国、大国、超级大国和霸权国家；但是国际社会并没有针对大国定义标准的共识。而北约五国、七国集团、金砖国家和二十国集团也被学术界视为对国际关系有不同程度影响力的政府形式。
除国家以外，其他实体也可以被视为国际关系中的权力方。这些实体包括多边国际组织（例如联合国）、军事同盟（例如北大西洋公约组织）、跨国公司（例如沃尔玛）、非政府组织（例如天主教会）、商业同盟（例如汉萨同盟），乃至于某些技术公司（例如脸书和谷歌等）。

## 权力形式
一些政治学家将大国在国家关系中所拥有的权力归为两个部分：硬实力和软实力。硬实力通常具有强制性（例如：军事入侵）；而软实力则一般更具有诱惑性（例如：广播媒体或文化入侵）。
硬实力在国际关系中的实际体现有：使用或威胁使用武装力量、经济施压或制裁、暗杀、阴谋及其他形式的恐吓。硬实力通常会与那些强国联系到一起，因为它们有能力通过军事威胁来改变其他国家的内政。以约翰·米尔斯海默为代表的现实主义和新现实主义学者主张使用这种实力来平衡国际体系。
约瑟夫·奈尔则是软实力的主要支持者和理论家。软实力的手段包括针对文化价值的辩论、针对意识形态的对话、通过榜样影响的尝试，以及对普世人类价值的宣传等；而行使软实力的手段则有外交、信息传播、分析报告、宣传和文化规划等，以求实现其政治目的。
而其他的学者则会通过包括巧实力在内的领域来综合软实力和硬实力，他们通常认可在外交关系中使用所有的治国手段。

## 延伸阅读
- Andrew Bennett. . European Journal of International Relations. 2013, 19 (3): 459–481. doi:10.1177/1354066113495484.

- Michael Barnett; Raymond Duvall. . European Journal of International Relations. 2005, 59 (1): 39–75. JSTOR 3877878.

### 脚注
1. ↑  此处将英文“Power”译成“权力”系参考自论文《道义现实主义的国际关系理论》[1]。

### 出典
1. ↑  阎学通.  (PDF). 国际问题研究 (北京: 中国国际问题研究院). 2014, (5)  [2021-04-18]. ISSN 0452-8832. doi:10.3969/j.issn.0452-8832.2014.05.010. （原始内容存档 (PDF)于2018-11-26） （中文（中国大陆））.
2. ↑  Jerry Useem; Julie Schlosser; Helen Kim. . CNN. 财富.   [2021-04-18]. （原始内容存档于2019-02-14）.